# Gewässersystem der Jeetzel mit Quellwäldern
Gewässersystem der Jeetzel mit Quellwäldern este o arie protejată (sit de importanță comunitară — SCI) din Germania întinsă pe o suprafață de 583 ha, integral pe uscat.

## Localizare
Centrul sitului Gewässersystem der Jeetzel mit Quellwäldern este situat la coordonatele 53°00′23″N 11°05′33″E / 53.0064°N 11.0925°E.

## Înființare
Situl Gewässersystem der Jeetzel mit Quellwäldern a fost declarat sit de importanță comunitară în ianuarie 2005 pentru a proteja 7 specii de animale.

## Biodiversitate
Situată în ecoregiunea continentală, aria protejată conține 9 habitate naturale: Cursuri de apă de la nivel de câmpie la nivel montan, cu vegetație Ranunculion fluitantis și Callitricho-Batrachion, Liziere de ierburi înalte hidrofile de câmpie și de nivel montan până la alpin, Pajiști aluvionare inundabile, de Cnidion dubii, Păduri de fag Luzulo-Fagetum, Păduri de fag Asperulo-Fagetum, Păduri de stejar sau de stejar și carpen sub-atlantice și medio-europene de Carpinion betuli, Păduri acidofile de stejar bătrân cu Quercus robur pe câmpii nisipoase, Mlaștini împădurite, Păduri aluvionare cu Alnus glutinosa și Fraxinus excelsior (Alno-Padion, Alnion incanae, Salicion albae).
La baza desemnării sitului se află mai multe specii protejate:
- mamifere (2): castor (Castor fiber), vidră de râu (Lutra lutra)
- pești (5): Cobitis taenia Complex, Lampetra fluviatilis, cicar (Lampetra planeri), țipar (Misgurnus fossilis), boarță (Rhodeus amarus)

Pe lângă speciile protejate, pe teritoriul sitului au mai fost identificate 1 specie de plante.